# Journal of the Geological Society
Journal of the Geological Society (J. Geol.Soc. або скорочено JGS, укр. Журнал Геологічного товариства) — рецензований науковий журнал, що видається Геологічним товариством Лондону. Він охоплює тематику досліджень з усіх аспектів наук про Землю.
Перший номер журналу побачив світ у 1826 році під назвою «Proceedings of the Geological Society of London» (ISSN 0954-6308). З 1845 до 1970 року (томи 1-126) він виходив під назвою «Quarterly Journal of the Geological Society» з ISSN 0370-291X. Між 1952 та 1971 роками журналу було присвоєно код ISSN 0375-0450. З 1971 року (від тому 127) він став видаватись під назвою «Journal of the Geological Society of London» з ISSN 0016-7649.

## Зміст та індексування
Індексування та/або публікація рефератів статей проводяться такими базами та реферативними виданнями:
- GeoArchive
- Geobase
- Geological Abstracts
- GeoRef
- Mineralogical Abstracts
- Petroleum Abstracts
- Science Citation Index